# Nunspeet
Nunspeet és un municipi de la província de Gelderland, al centre-oest dels Països Baixos. L'1 de gener del 2009 tenia 26.639 habitants repartits sobre una superfície de 129,49 km² (dels quals 0,74 km² corresponen a aigua). Limita al nord-oest amb Dronten (Fl), al nord-est amb Elburg, a l'oest amb Harderwijk, a l'est amb Epe, al sud-oest amb Ermelo i al sud-est amb Apeldoorn

## Centres de població
- Elspeet
- Hulshorst
- Nunspeet
- Vierhouten
- Grote Kolonie
- Kleine Kolonie
- Zwarte Goor
- Oosteinde
- Westeinde
- Zoom.

## Administració
El consistori consta de 21 membres, compost per:
- SGP, 6 regidors
- Gemeentenbelang, 6 escons
- ChristenUnie, 5 regidors
- Partit del Treball, (PvdA) 1 regidors
- Crida Demòcrata Cristiana, (CDA) 2 regidors
- Partit Popular per la Llibertat i la Democràcia, (VVD) 1 regidor